# Sajólénártfalva vasútállomás
Sajólénártfalva vasútállomás Sajólénártfalván, a Rimaszombati járásban van, melyet a Železničná spoločnosť Slovensko a.s. üzemeltet.

## Története
1873-ban a Fülek-Sajólénártfalva-Bánréve szakasz részeként épült. Jelentősége a trianoni békeszerződés után nőtt meg, ugyanis 1920-ban határállomássá vált. Miután a Bánréve-Szepsi-Kassa szakasz Csehszlovákiához került, a vonal Abafalva után magyar területre kanyarodott vissza, és csak Bánrévén keresztül lehetett megközelíteni a füleki vasútvonalat. A magyar területre bejárás elkerülése érdekében a csehszlovák államvasút az 1920-as évek elején egy deltát épített a határ mentén, így Abafalva és Sajólénártfalva közvetlen vasúti kapcsolatba került. 1938 és 1944 között egy rövid ideig ismét Magyarországhoz tartozott, azóta határállomás. Egy időben kishatárforgalom is zajlott, ma már csak teherforgalom van a két ország között. Miután megszűnt a regionális közlekedés, csak napi egy alkalommal ejti útba ezt az állomást egy gyorsvonat.

## Vasútvonalak
Az állomást az alábbi vasútvonalak érintik:
- Zólyom–Kassa-vasútvonal

## Kapcsolódó állomások
A vasútállomáshoz az alábbi állomások vannak a legközelebb:
- Csíz vasútállomás
- Bánréve vasútállomás (Zólyom–Kassa-vasútvonal)
- Abafalva megállóhely